# Nikola Tomić
Nikola Tomić (Kragujevac, 19. februar 1975) srpski je kompozitor, multimedijalni dizajner, animator i veb dizajner. Autor je animiranih filmova za decu Mi smo pilići, Mama voli bebu i Maksimove avanture, kao i jednog od najposećenijih Jutjub kanala na teritoriji bivše Jugoslavije.

## Biografija
Nikola Tomić je rođen 1975. godine u Kragujevcu, tada SFRJ. Prvi računar Komodor 64 je dobio 1986. godine, dok je muzičku karijeru kompozitora započeo 1991. godine pomoću računara Amiga 500. Svoj prvi tehno album je izdao 1993. godine sa izdavačkom kućom TIOLI..
Tomić 2004. godine počinje da radi kao Frilenser na poslovima grafičkog dizajna, pripreme za štampu, web dizajna, pa sve do komponovanja muzike i kreiranja zvučnih efekata za kompjuterske igrice.
Jutjub kanal je kreirao 2007. godine, ali sve do 2011. godine kanal je služio kao lični portfolio, nije bio poznat široj javnosti, a jedini video iz tog perioda koji je imao veću posećenost je Nyan Pig. Tomićev Jutjub kanal stiče popularnost tek pojavom animiranog crtanog filma Mi smo pilići.

## Karijera

### Pilići
Tomić je bio član tima okupljenog na projektu razvoja popularne Fejsbuk igrice Pilići, čiji je autor Nenad Hrnjak. Tomić je napravio srpsku verziju pesme za ovu igricu, dok je muzičku temu na engleskom jeziku komponovao Boris Mladenović iz grupe Jarboli.
Tomić je 2011. godine objavio na svom Jutjub kanalu animirani video Mi smo pilići, za koji je komponovao muziku i uradio animaciju, dok je same likove dizajnirao Dragan Tomić. Video je postao viralan i doprineo je popularnosti Tomićevog Jutjub kanala.

### Maksimove avanture
Maksimove avanture je serijal crtanih filmova objavljenih na Tomićevom Jutjub kanalu, a koji se od 10. septembra 2016. godine emituju na prvom programu RTS-a.
Glavni likovi su članovi porodice - tata, mama, mali dečak Maksim i njihov kućni ljubimac psetance Maša. Likovi su bazirani prema članovima Tomićeve uže porodice. Na osnovu serijala je napravljeno nekoliko pozorišnih predstava za decu.

### Mama voli bebu
Hit dečija pesmica Mama voli bebu je Tomićev najpopularniji video na Jutjubu sa preko 160 miliona pregleda (Jul 2018), a nastala je slučajno. Tomićeva supruga Jelena je pevala tekst ove pesme sinu Maksimu, Tomić je snimio telefonom i početkom 2013. godine napravio animaciju. Pesmu je otpevala Jelena Kovačević. Pesma je kasnije adaptirana na bosanski, kineski, italijanski i španski jezik.

### Brendiranje
Mama voli bebu - Maksimove avanture je brend i franšiza pod kojom Tomić plasira na tržište različite proizvode i usluge, slično poput svetski popularnih brendova Maša i Medved ili Angry Birds.
- 2016. godine kompanija AdvanTec Group iz Beograda je finansirala izradu i plasiranje na tržište lutaka sa likovima Mame, Tate i Maksima.[2]
- 2017. godine objavljen je serijal knjiga za decu Odrastanje sa Maksimom izdavača Vulkan izdavaštvo:
  - Avantura u zoo vrtu.  978-86-10-01950-6.
  - Prvi dan u vrtiću.  978-86-10-01929-2.
  - Ali ja se bojim.  978-86-10-01968-1.
  - Ne ne ne i ne.  978-86-10-01970-4.
  - Avantura sa slovima.  978-86-10-01953-7.
  - Dosadno mi je.  978-86-10-01969-8.
  - Zdrava užina.  978-86-10-01926-1.
  - To stvarno nije fer.  978-86-10-01971-1.
- 2017. godine je otvoren vrtić Maksimove avanture u Beogradu.

## Kontroverze
Tomićev Jutjub kanal je nekoliko puta pravno napadan po osnovu autorskih prava i intelektualne svojine, što je za posledicu imalo privremeno uklanjanje kanala sa Jutjuba.
Nakon videa Mi smo pilići, Tomić je vremenom objavio više videa sa istim likovima, što je 2015. godine dovelo do nesuglasica o autorskim pravima sa Nenadom Hrnjakom, autorom Fejsbuk igrice Pilići i kompanijom IDJVideos d.o.o. Tomić, Hrnjak i IDJVideos su nesuglasice rešili tako što je Tomić uklonio sa svog Jutjub kanala 7 spornih videa u kojima se pojavljuju Pilići, dok je Hrnjak zauzvrat Tomiću besplatno ustupio licencu za korišćenje Pilića u preostalih 11 spotova.
U junu 2017. godine Tomićev Jutjub kanal je ponovo napadnut, ovog puta od strane Advantec Group d.o.o, firme iz Beograda koja je 2016. godine u saradnji sa Tomićem plasirala na tržište dečije igračke sa likovima Tate, Mame i Maksima. Naime, 30. maja 2017. godine Advantec Group d.o.o. je podnela prijavu za zaštitu žiga Mama voli bebu - Maksimove avanture u Zavodu za intelektualnu svojinu u Beogradu. Nakon višemesečnog spora, odlukom Suda u Srbiji je donesena odluka da se Tomiću vrate Maksimove avanture.

## Spoljašnje veze
- Mama Voli Bebu
- Deetronic Design Studio
- Nykk Deetronic Zvanični Jutjub kanal
- Zvanična fejsbuk stranica